# Народная песня

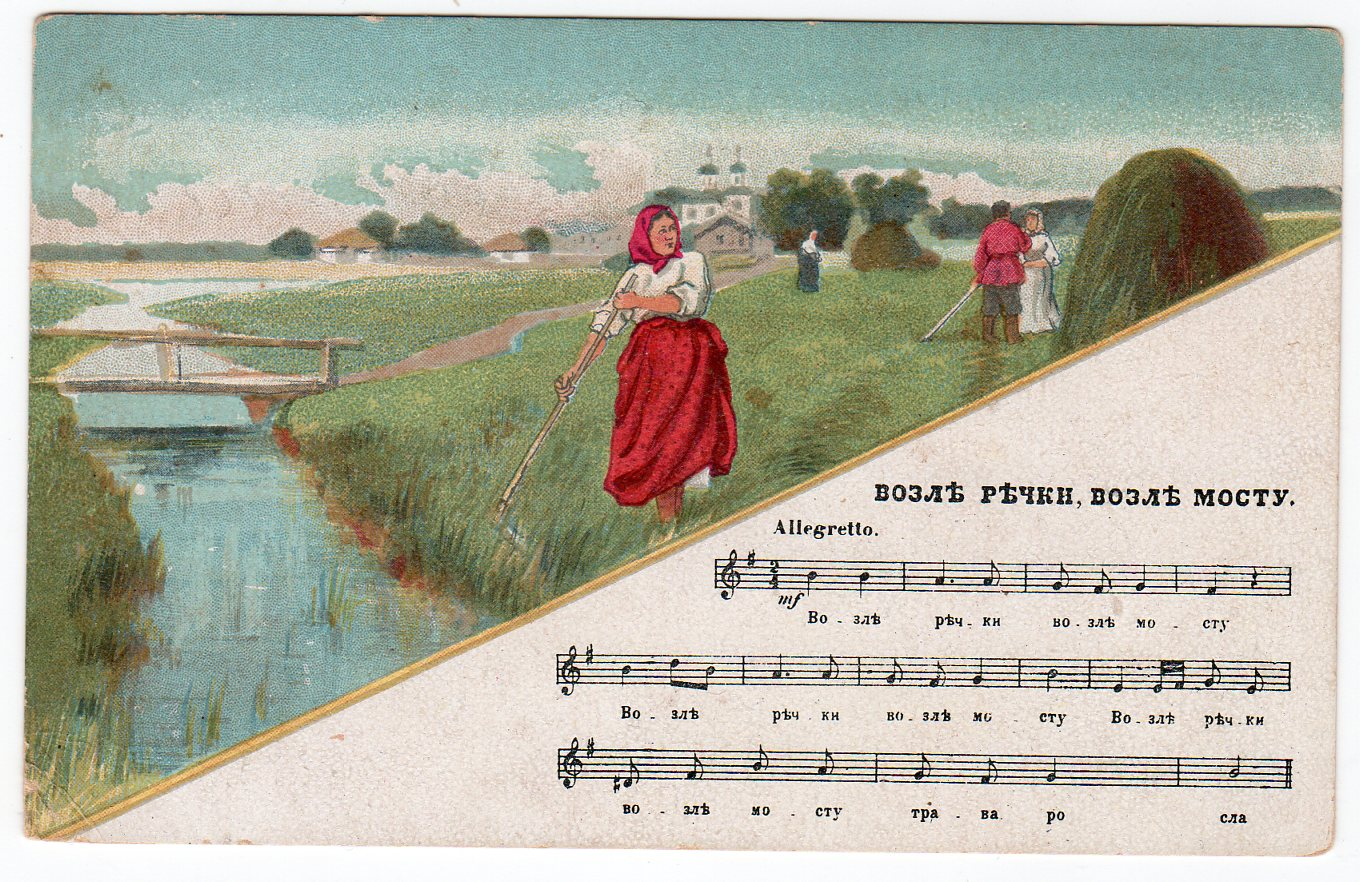
Русская народная песня «Возле речки, возле мосту». Дореволюционная открытка

Наро́дная пе́сня — музыкально-поэтический жанр фольклора, наиболее распространённый вид народной музыки, продукт коллективного устного творчества.
Народная песня отражает характер народа, его традиции, исторические события, отличается своеобразием жанрового содержания и музыкального языка. В некоторых видах народной музыки она существует в единстве с танцем, игрой, инструментальной музыкой, словесным фольклором, народным театром.

## Описание
Существенная черта большинства традиционных жанров — непосредственная связь народной песни с бытом и трудовой деятельностью (напр., песни трудовые, сопровождающие различные виды труда — бурлацкие, покосные, прополочные, жатвенные, молотильные и др., обрядовые, сопровождающие земледельческие и семейные обряды и празднества, — колядки, масленичные, веснянки, купальские, свадебные, похоронные, игровые календарные и т. п.).
Создание слов и музыки — единый творческий процесс, в котором решающее значение имеет традиция: песня возникает на основе законов, эстетически действенных в каждом данном песенном коллективе, и потому подчиняется нормам музыкально-поэтической типологии. Так, в каждом жанре народной песни существуют ведущие и периферийные по значению песенные типы (ритмические, мелодические), на основе которых познаётся вариантность песен. Наряду с варьированием основных песенных типов в народном творчестве часто используются перетекстовка старых мелодий и переинтонирование старых текстов.
Народная песня существует во множестве местных вариантов, постепенно видоизменяясь.
Народная манера пения — комплекс вокальноисполнительских средств и приёмов, сложившихся на основе местных историко-культурных и художественных традиций под воздействием бытовой певческой среды.

## Виды народной песни
По складу встречаются народные песни одноголосные и многоголосные (гетерофонного и других типов).
У восточных славян встречаются:
- заклинальная
- величальная
- корильная
- игровая
- лирическая
- хороводная
- трудовая
- календарная обрядовая

У прибалтийских народов:
- сутартинес — вид старинных литовских многоголосных песен, преимущественно женских трудовых. Исполнялись во время работы, а также на свадьбах; иногда сопровождали танцы[2].

## Детские народные песни
- Братец Якоб